# Anortoclasio
L'anortoclasio è un minerale appartenente al gruppo del feldspato.